# Куликов, Дмитрий Иванович (хоккеист)
Дмитрий Иванович Куликов (род. 27 ноября 1971, Новочебоксарск) — советский и российский хоккеист, защитник. Мастер спорта России. Тренер.

## Биография
Воспитанник новочебоксарского «Сокола». Выступал за команды «Сокол» (1989/90 — 1994/95, 2007/08), «Металлург» Серов (1990/91), «Металлург» Новотроицк (1993/94), «Нефтехимик» Нижнекамск (1994/95 — 1997/98, 1999/2000), «Кристалл» Электросталь (1998/99), «Нефтяник» Альметьевск (2000/01 — 2002/03), «Нефтяник» Лениногорск (2003/04), «Дизель» Пенза (2003/04 — 2005/06).
Окончил Волгоградский ГИФК. Тренер-преподаватель чебоксарской спортивной школы № 4.